# Polis
Polis (grč. πολις) je središnji koncept klasične političke teorije, vitalan za razumijevanje politike starog vijeka, prije svega starogrčke antike. Etimološki je korijen riječi politika. 
Polis je osnovna organizacijska jedinica grčkog svijeta antike. To je malena samoupravna zajednica koncentrirana na grad sa širim poljodjelskim područjem. U polisu se odvijao sav javni život antičke političke zajednice, dok se privatni život odvijao u oikosu. 
Polis nastaje radi zadovoljena viših potreba, koje nadilaze brigu za nužnosti svakodnevnog života u domaćinstvu (oikosu). Prostorna i brojčana ograničenost polisa omogućila je pojavu neposredne demokracije i stvaranje područja javnosti koja se kasnije razvila u Rimskoj republici. 
Grci nastoje konstituirati polis kao umnu ljudsku zajednicu, najviši izraz čovjekove prirodne društvenosti. Platon polis shvaća kao oblik sretnog života svih građana koji se oblikuje kroz pokoravanje zakonima i time zajednici samoj koja je tvorac tih zakona. Po Aristotelu polis nastaje udruživanjem više seoskih zajednica radi dobrog života, iz toga Aristotel definira prostor polisa kao prirodan poredak u kojem se utjelovljuje čovjekova prirodna društvenost.